# 李士俊
李士俊（1923年3月29日—2012年11月10日），男，河北安国人，中国翻译家、世界语者。

## 生平
李士俊出生于河北安国县沙头村的一户清贫农家。11岁时他有机会前往山东济南的哥哥家，曾就读于济南一中。抗日战争爆发后随校内迁到四川国立六中。在老师李广田自编的教材上，李士俊读到了翻译成中文的日本著名世界语者绿川英子（Verda Majo）的诗《失去的两个苹果》。1939年他在四川罗江县街头一个小书摊上看到了一套《外语一月通》丛书，其中有一本陈俊卿编著的《世界语一月通》引起了他极大的兴趣。他毫不犹豫地买下了那本小书，自此开始了世界语的学习。1940年他和其他三位同学报名参加重庆世界语函授学社。然而每人5元钱的“天文”学费难住了这群穷学生，5元，这笔钱刚好是他们一个月的救济贷金。最后，四个人凑齐了5元钱，以“贾铭”的名义写信给函授学社，请求给予照顾：给一份讲义但是帮助改四份作业。数天后，他们收到了许寿真先生热情的回信，学社不仅答应他们的请求，还给他们寄了四份讲义。半年后李士俊学完了函授世界语初级班，接着他开始学习中级班，并用世界语练习写作，翻译一些简单的文章。世界语逐渐成为了他汲取知识的工具，他接触了大量进步的世界语读物，如《列宁主义的基础》、匈牙利诗人裴多菲《勇敢的约翰》，这位不问政治的学生开始对人文社科发生了兴趣。当年一起学习世界语的四位同学，有三位都转行成了其他领域有作为的人物，只有李士俊自己成为铁杆世界语者。
1946年他随许寿真等人一同成立了成都世界语协会并任秘书，举办世界语展览会，开办世界语学习班，并参加了国际世界语新闻记者协会，出版了世界语刊物Jurnalisto(《新闻记者》)，和许寿真、邵利华等给《国际文化》杂志(Internacia Kulturo)供稿，报道国共内战，并倾向于支持共产党。1946年至1950年夏季，先后在成都、仁寿、犍为、资阳、宜宾、华阳等地中学工作期间，开展世界语宣传教育活动。期间，他的老师许寿真不幸于1948年被捕，并在解放前夕的成都十二桥惨案中被杀害。李士俊也因此受到追捕，被迫隐匿，直至解放。
中华人民共和国成立后，李士俊于1950年9月前往北京参与了中华全国世界语协会的筹备工作，任候补理事。同年10月，调往国际新闻局世界语月刊《人民中国报道》（即后来的《中国报道》）杂志社并长期在此工作，历任翻译、副组长、副编辑、编委、总编室副主任、副总编辑等职。他还曾任中国世界语出版社副总编辑、《世界》杂志编委、副总编辑等职。从1979年起，先后担任中华全国世界语协会候补理事、理事、常务理事、副理事长、北京世界语协会副理事长兼教育委员会主任、北京老世界语者协会顾问、中国世界语刊授学校校长以及全国高级翻译任职资格评审委员会委员等职。还曾担任过中国人民大学新闻系世界语选修课(1957)、北京外国语学院及上海外国语学院世界语高校教师培训班教师、青岛大学、中国传媒大学(原北京广播学院)客座教授。由于对新闻工作的贡献，1991年开始享受中华人民共和国国务院颁发的政府特殊津贴。
1983年当选为国际世界语学院院士，后又于1992年、2001、2010年连续当选。1984年起担任国际世界语协会教育顾问委员会委员。2003年在第88届国际世界语大会上被授予格拉博夫斯基头等奖。2004年当选国际世界语协会荣誉会员。同年在北京举行的第89届国际世界语大会上，他出任大会大学校长。2006年参加意大利佛罗伦萨91届国际世界语大会文学比赛，为缩写独幕剧《天鹅》获荣誉奖。2010年12月10日与草婴、许渊冲、屠岸、沙博理一起荣获中国翻译协会颁发的全国翻译行业最高荣誉奖“中国翻译文化终身成就奖”。

## 著作
主要著作有：《世界语会话》（1964）、《世界语初阶》（1983）、《世界语自修课本》第一、二册（1984）、《世界语会话指南》（2001）、《世界语歌曲集》（1986）、《新编世界语课本》（合著，1986）、《世界语诗歌十二讲》（1987）、《世界语初级教程》（1988）、《世界语新词典》（合编，1959）、《世界语汉语词典》（合编，1987）、《助学小唱》（世界语创作诗歌222首，1994）、《世界语小诗111首》、《汉世英法中医术语词典》（审稿，1997）、《刺猬头彼得》（汉译德国霍夫曼韵文儿童故事）、《世界语在中国一百年》（合著，1999）。此外还曾参与《世界语小词典》的编译工作。
主要世界语译著有：《中国文学作品选集》（三卷，合译）、《鲁迅小说集》（合译）、《阿诗玛》（叙事诗，世译，1965）、《春天里的秋天》（巴金中篇小说，世译，1980年出版，1981再版）、《王贵与李香香》（李季叙事诗，世译，1985）、《寒夜》（巴金长篇小说，世译，1988）、《配图古诗精选》（世译，1990）、《孔雀东南飞》、《聊斋志异选》（世译，1994）、《中国古代小说选》（合译，1998）、《家》（巴金长篇小说，世译本定稿）、《李白诗选》（合译）、《杜甫诗选》（合译，2007年出版）、《唐诗选译》（合译，2007年出版）、《水浒传》（100回本，世译，2004年外文出版社出版，被列入国际世界语协会东西方丛书）、《三国演义》、《西游记》、《子夜》（茅盾的代表作，部分章节曾在《中国报道》、《世界语文选》（上海外语教学与研究出版社出版）和《绿星》杂志发表）等。《红楼梦》由另一位国际世界语院士谢玉明先生翻译，由李士俊校订，1996定稿出版。
另外还撰有十多部世界语书稿，包括《Rakontoj pri Afant 》（阿凡提的故事，韵文250篇）、《巴黎试管小姐幽兰丽雅奇遇记》（汉译世界语原著，中篇小说，原著被誉为20世纪的《悲惨世界》）、《汉世翻译教程)》（Pri la Traduka Arto de Esperanto，在中国传媒大学世界语专修班教学的讲义），《世界语文学漫步》（Promeno tra la Esperanta Literaturo，在中国传媒大学世界语专修班教学的讲义）、《世界语进修读本学习辅导》，编译了《中华谚语俗语选》（5000多条），《世界语学习词典》（在日本关西地区《世界语运动》月刊已经连载64期）、《红楼梦、家、鲁迅小说全集翻译问题研究》、《国际语问题论文集》等。
撰写有书评、杂文、小说、诗歌、剧本等数百篇，翻译各种稿件二百余万字发表在国内外杂志及文集中。